# Râul Valea Ursului, Râul Târgului
Râul Valea Ursului este un râu afluent al Râului Tàrgului.